# Louis Fabian Bachrach, Jr.
Louis Fabian Bachrach, Jr. (* 9. April 1917 in Newton, Massachusetts, USA; † 26. Februar 2010 ebenda) war ein US-amerikanischer Fotograf.

## Biografie
Bachrach entstammte einer Familie von kommerziellen Porträtfotografen, die das Gewerbe in der vierten Generation seit 1870 betreibt. Zum Teil wird Bachrach Photography als das älteste noch bestehende Fotostudio der Welt angesehen und fotografierte neben Persönlichkeiten aus Kunst, Sport, Wirtschaft und Politik nahezu jeden US-Präsidenten seit Abraham Lincoln.
Sein Großvater David Bachrach Jr. fotografierte bereits 1863 als junger Fotograf Abraham Lincoln in Gettysburg und eröffnete 1868 das erste Bachrach-Fotostudio in Baltimore. Dessen Louis Fabian Bachrach, der ebenfalls ein erfolgreicher Fotograf war, baute das kleine Fotostudio zu einem nationalen Unternehmen aus, das auf dem Höhepunkt seines Erfolgs im Jahr 1929 insgesamt 48 Fotostudios in den gesamten USA unterhielt.
Nach dem Schulbesuch studierte Fabian Bachrach Geschichte an der Harvard University und schloss dieses Studium 1939 mit einem Bachelor of Arts (B.A.Hist.) ab. Im Alter von siebzig Jahren absolvierte er noch ein Postgraduiertenstudium in Italienischer Literatur am Boston College und beendete dieses 1988 mit einem Master of Arts (M.A.). Während des Zweiten Weltkrieges diente er in der United States Navy als Navigator im Pazifikkrieg. Anschließend trat er dem Familienunternehmen wie sein älterer Bruder Bradford Bachrach bei.
In den 1950er Jahren führte er die Farbfotografie in den Bachrach-Studios ein, die seit den 1970er Jahren zum Standard des Unternehmens wurde.
Fabian Bachrach wurde vor allem bekannt durch sein Porträtfoto des jungen US-Senators von Massachusetts, John F. Kennedy, das nach dessen Wahl zum US-Präsidenten zum offiziellen Präsidentenfoto und letztlich nach dem Attentat auf Kennedy zu einer allgegenwärtigen Erinnerung an den Präsidenten wurde.
An die Porträtierung Kennedys erinnerte sich Louis Bachrach nach dem Tode seines Vaters, weil dieses beinahe nicht zustande kam. Als Kennedy 1959 US-Senator war, saß er für Fabian Bachrach Porträt. Als die Negativfilme entwickelt wurden, stellten sich keine als brauchbar heraus, da die Bilder unscharf waren oder Kennedy, der an chronischen Rückenschmerzen litt, in ungeschickten Positionen zeigten, was Fabian Bachrach laut seinem Sohn über „viele, viele, viele Monate aufzehrte.“
Er teilte dieses dem Büro Kennedys umgehend mit und bettelte förmlich für eine neue Sitzung, die er dann im Sommer 1960 in Washington, D.C. wahrnahm. Kennedy befand sich allerdings auf einer Sitzung des US-Senats bis spät in der Nacht und Bachrach befand sich bereits beim Einpacken, als Kennedy doch noch erschien.
Es gab daher nur noch Zeit für sechs Fotografien. Eines davon, ein Schwarzweißfoto stellte Kennedy von der Brust an, direkt in die Fotokamera blickend dar. Dieses wurde das Präsidentenporträt, das später tausendfach reproduziert wurde. Ein weiteres Farbfoto, das Kennedy in einem Ledersessel sitzend, mit der Flagge der Vereinigten Staaten hinter ihm, zeigte, wurde ebenfalls weit verbreitete. Vom Beginn bis zum Ende dauerte die Sitzung lediglich zehn Minuten, wie sich Fabian Bacharach 1961 gegenüber der New York Times erinnerte:
„I had to work fast. He doesn’t sit still very long.“ („Ich musste sehr schnell arbeiten. Er saß nicht sehr lange still.“)
Im Laufe der Zeit fotografierte Fabian Bachrach neben Kennedy auch Richard M. Nixon, Jawaharlal Nehru, Indira Gandhi, Joe DiMaggio, Muhammad Ali, Jacques Cousteau, Robert Frost, Buckminster Fuller und Richard Avedon. Des Weiteren fotografierte er den haitianischen Diktator Jean-Claude „Baby Doc“ Duvalier vor dessen Sturz 1986. An diese Arbeit erinnerte sich Bachrachs Sohn, Louis Bachrach, wie folgt:
„We photographed Baby Doc, and he placed this enormous order — all these big portraits. The day he was deposed, there was this angry crowd in front of the presidential palace, burning the Bachrach portrait.“ („Wir fotografierten Baby Doc, und er platzierte den ganzen Auftrag – alle diese riesigen Porträts. Am Tage seines Sturzes, da war da diese wütende Menschenmenge vor dem Präsidentenpalast, die das Bachrach-Porträt verbrannte.“)
Das Familienunternehmen betreibt heute noch Fotostudios in Boston, New York, Philadelphia sowie Alexandria (Virginia).